# هيئة كهرباء قبرص
تأسست هيئة كهرباء قبرص (EAC) ( باليونانية : Αρχή Ηλεκτρισμού Κύπρου ) في عام 1952 من قبل الحكومة الاستعمارية البريطانية . تم تأميم 28 شركة كهرباء خاصة في ذلك الوقت واستيعابها في الهيئة . لم تتلق الهيئة أبدا أي دعم من الحكومة القبرصية لأن هذه دائما ما يحظرها القانون في قبرص . يقع مكتبها الرئيسي في ستروفولوس . تمتلك الهيئة حاليًا احتكارًا تقريبًا لتوليد الكهرباء في قبرص . تعمل من خلال ثلاث محطات طاقة بسعة إجمالية 1460 ميجاوات:
- محطة كهرباء ديكيليا - 460 ميجاوات
- محطة موني للطاقة - 150 ميغاواط
- محطة فاسيليكوس للطاقة - 868 ميجاوات

كما تقوم الشركة بتوزيع الكهرباء التي تنتجها خمسة مزارع رياح خاصة:
- أوريتس - 82 ميغاواط
- أجيا آنا - 20 ميغاواط
- ألكسيغروس - 31.5 ميغاواط
- كوشي - 10.8 ميغاواط
- الايولية - 10.8 ميغاواط

بالإضافة إلى ذلك، يمتلك الأفراد والشركات الخاصة والحكومة ما يقرب من 54 ميجاوات من الألواح الشمسية وما يقرب من 10 ميجاوات من منشآت الوقود الحيوي وتوزع الكهرباء التي تنتجها أيضًا.
في عام 2015 ،  أنتجت ما مجموعه 4,128 جيجاوات ساعة من الكهرباء التي تستهلك 947,226 طنًا من الوقود بتكلفة 288,632,000 يورو. بلغ الحد الأقصى للطلب في المناطق التي تسيطر عليها جمهورية قبرص 939 ميجاوات. بلغ إجمالي 2.0 جيجاواط / ساعة من الكهرباء المنتجة في عام 2015 بقيمة 240.000 يورو في المنطقة التي تحتلها تركيا ولا يمكن جمع أي أموال لها.
خدمت الهيئة 559,700 عميل في عام 2015 ، أي نحو 280 لكل موظف، ارتفاعًا من 260 في عام 2014. بلغت مبيعات الكهرباء لكل موظف 2.02 جيجاواط ساعة، مقارنة بـ 1.83 جيجاوات ساعة في عام 2014.